# Жилкин Хутор
Жилкин Хутор — село в Хилокском районе Забайкальского края России. Входит в состав городского поселения «Хилокское».

## География
Село находится в центральной части района, на правом берегу реки Хилок, к северу от автотрассы Р258, на железнодорожной линии Хилок — Могзон ЗабЖД, на расстоянии примерно 4 км (по прямой) к востоку-северо-востоку (ENE) от города Хилок, административного центра района. Абсолютная высота — 812 м над уровнем моря.
Климат
Климат характеризуется как резко континентальный, с продолжительной морозной зимой и коротким тёплым летом. Среднегодовая температура воздуха составляет −4,2 °С. Средняя многолетняя температура самого холодного месяца (января) составляет −27 — −25 °С (абсолютный минимум — −52 °С), температура самого тёплого (июля) — 16 — 17 °С (абсолютный максимум — 39 °С). Среднегодовое количество осадков — 439 мм.
Часовой пояс
Село Жилкин Хутор находится в часовой зоне МСК+6. Смещение применяемого времени относительно UTC составляет +9:00.

## Население
| 2010 | 2021 |
| ---- | ---- |
| 56   | ↘45  |

Половой состав
По данным Всероссийской переписи населения 2010 года, в гендерной структуре населения мужчины составляли 67,9 %, женщины — соответственно 32,1 %.
Национальный состав
Согласно результатам переписи 2002 года, в национальной структуре населения русские составляли 92 % из 13 чел.